# Stefan Jan Ślizień
Stefan Jan Ślizień herbu własnego (ur. w I połowie XVII wieku, zm. w 1707 roku) – marszałek Trybunału Głównego Wielkiego Księstwa Litewskiego w 1705 roku, referendarz wielki litewski od 15 czerwca 1705, pisarz ziemski od 1683, podstarości oszmiański 1681–1683, starosta krewski, poseł i poeta.

## Życiorys
Był synem Aleksandra Kazimierza. Walczył w szeregach Jana Sobieskiego pod Niemirowem, Komarnem, Kałuszem, Chocimiem i z Sieniawskim na Wołoszczyźnie, co nieco później opisał w wierszowanym pamiętniku. Sprawował wiele funkcji publicznych, był m.in.: pisarzem ziemskim oszmiańskim, posłem na konwokację roku 1696, referendarzem wielkim litewskim, starostą krewskim i marszałkiem trybunału litewskiego (1705).
Poseł sejmiku słonimskiego na sejm zwyczajny 1677 roku. Poseł sejmiku powiatu starodubowskiego na sejm konwokacyjny 1696 roku. Po zerwanym sejmie konwokacyjnym 1696 roku przystąpił 28 września 1696 roku do konfederacji generalnej. Poseł oszmiański na sejm koronacyjny 1697 roku. Poseł na sejm 1701 roku i sejm z limity 1701-1702 roku z powiatu oszmiańskiego. W styczniu 1702 roku podpisał akt pacyfikacji Wielkiego Księstwa Litewskiego. Był konsyliarzem województwa wileńskiego w konfederacji sandomierskiej 1704 roku.
Żonaty z Zofią Kociełłówną.

## Twórczość
- Haracz krwią turecką Turkom wypłacony, Wilno 1674; fragmenty przedr.: K. W. Wójcicki Stare gawędy i obrazy, t. 1, Warszawa 1840, s. 196-200; K. M. Górski "Król Jan III w poezji polskiej XVII w." w książce Pisma literackie, Kraków 1913.